# Celso Ramos (Santa Catarina)
Celso Ramos is een gemeente in de Braziliaanse deelstaat Santa Catarina. De gemeente telt 2.720 inwoners (schatting 2009).

## Aangrenzende gemeenten
De gemeente grenst aan Anita Garibaldi, Campos Novos, Barracão (RS) en Pinhal da Serra (RS).